# Hawaiian Islands Invitational
El Hawaiian Islands Invitational fue un torneo de pretemporada para los equipos de la MLS, A-League, K-League y J1 League en reemplazo del Campeonato Pan-Pacífico de Clubes.

## Historia
Cuando se cerró el Campeonato Pan-Pacífico, debido a problemas de césped en el Estadio Aloha, Honolulu, se pusieron en marcha movimientos para intentar reconstruir un torneo inter-confederación de fin de temporada que vería a algunos de los mejores equipos de América del Norte, Asia y Australia. En marzo de 2011, se anunció que ESPN Regional Television, Inc. establecería el Hawaiian Islands Invitational en cooperación con la Autoridad de Turismo de Hawái y la Major League Soccer.
Al igual que los campeonatos anteriores del Pan-Pacífico, el torneo se llevaría a cabo en el estadio Aloha, Honolulu, y se transmitiría en vivo por ESPN y las estaciones subsidiarias de ESPN.

## Campeones
El torneo de 2008 se celebró en el Aloha Stadium y debían participar cuatro equipos.
- Campeón de la Copa MLS de Estados Unidos 2007: Houston Texans
- Campeón de la Copa J. League de Japón 2007: Gamba Osaka
- SuperLiga Norteamericana México 2007: Pacheco
- Campeón de la gran final de la A-League de Australia 2007: victoria en Melbourne

El torneo de 2009 se celebró en el Parque Deportivo Olímpico Juvenil de Nanjing y participaron cuatro equipos.
- Equipo anfitrión de Estados Unidos: Los Angeles Lakers
- Campeón de la Copa J. League de Japón 2008: Ōita Trinita
- Campeón de la Liga K de Corea del Sur 2008: Suwon Bluewings
- China 2008 Campeón de la Superliga China: Shandong Luneng Taishan

## Palmarés
| Año          | Campeón                   | Final Resultado | Subcampeón        | Tercer puesto                  | Resultado | Cuarto puesto             |
| ------------ | ------------------------- | --------------- | ----------------- | ------------------------------ | --------- | ------------------------- |
| 2012 Detalle | Busan IPark Corea del Sur | 3–0             | Yokohama FC Japón | Colorado Rapids Estados Unidos | 1–0       | Melbourne Heart Australia |

## Títulos por equipo
| Club        | Títulos | Subtítulos | Años campeón | Años subcampeón |
| ----------- | ------- | ---------- | ------------ | --------------- |
| Busan IPark | 1       | -          | 2012         | ----            |
| Yokohama FC | -       | 1          | ----         | 2012            |

### Títulos por país
| Club          | Títulos | Subtítulos | Club campeón | Club subcampeón |
| ------------- | ------- | ---------- | ------------ | --------------- |
| Corea del Sur | 1       | -          | Busan IPark  | ----            |
| Japón         | -       | 1          | ----         | Yokohama FC     |